# Clásico capitalino (Bolivia)
El Clásico Capitalino, también conocido como Clásico Sucrense o Clásico Chuquisaqueño, es el partido de fútbol que enfrenta a los dos equipos más laureados y populares de la ciudad boliviana de Sucre: Independiente Petrolero y Universitario.

## Historia

### Junín - Stormers
Fue el encuentro que disputaban los clubes decanos del Departamento de Chuquisaca: Junín y Stormers, fundados en 1914 y 1918 respectivamente. Stormers siendo en la actualidad el decano de los clubes sucrences y, Junín el subdecano.

### Independiente - Universitario
Durante mucho tiempo el clásico se vio interrumpido por el descenso y ascenso respectivo de cada club, nunca se enfrentaron en la división profesional del futbol boliviano, hasta el año 2022, año en el que se enfrentaron oficialmente en la era profesional, de estos dos clubes, el club Universitario de Sucre, es uno de los clubes más grandes de Sucre, consiguiendo 2 campeonatos a lo largo de su historia, la primera en 2008 y la segunda en 2014, sin embargo el club Independiente Petrolero, consiguió su primer campeonato el año 2021, el primer clásico por la Primera División de Bolivia se jugó en el año 2022, partido jugado en el estadio Olímpico Patria, con capacidad de 32.700 espectadores.

## Historial estadístico

### Stormers - Independiente

#### Balance de enfrentamientos
En esta tabla se resumen todos los encuentros disputados entre ambos equipos en todas las competiciones oficiales.
| Competición      | P.J. | Ganó INP | P.E. | Ganó STR | G.INP | G.STR |
| ---------------- | ---- | -------- | ---- | -------- | ----- | ----- |
| Primera Division | 12   | 1        | 8    | 3        | 12    | 16    |
| Total            | 12   | 1        | 8    | 3        | 12    | 16    |

(*) Los clásicos jugados en la asociación Chuquisaqueña no se contabilizan en esta tabla, dado que no se tienen registros.

#### Primera División
| N.º | Fecha                    | Torneo          | Ronda | Estadio         | Local                   | Visitante               | Resultado | Goles (L)               | Goles (V)                             |
| --- | ------------------------ | --------------- | ----- | --------------- | ----------------------- | ----------------------- | --------- | ----------------------- | ------------------------------------- |
| 001 | 26 de marzo de 1995      | Campeonato 1995 | 4     | Olímpico Patria | Stormers                | Independiente Petrolero | 2–1       | M. Ruth (6), J. Boufara | S. Gareca                             |
| 002 | 20 de mayo de 1995       | Campeonato 1995 | 11    | Olímpico Patria | Independiente Petrolero | Stormers                | 0–0       |                         |                                       |
| 003 | 3 de septiembre de 1995  | Campeonato 1995 | 4     | Olímpico Patria | Stormers                | Independiente Petrolero | 1–1       | E. Flores               | S. Netto                              |
| 004 | 24 de septiembre de 1995 | Campeonato 1995 | 7     | Olímpico Patria | Independiente Petrolero | Stormers                | 1–1       | S. Gareca               | J. Suárez                             |
| 005 | 22 de octubre de 1995    | Campeonato 1995 | 11    | Olímpico Patria | Stormers                | Independiente Petrolero | 1–1       | J. Boufara              | O. Torrico                            |
| 006 | 19 de noviembre de 1995  | Campeonato 1995 | 14    | Olímpico Patria | Independiente Petrolero | Stormers                | 0–3       |                         | J. Boufara, E. de Oliveira, j. Farell |
| 007 | 17 de marzo de 1996      | Campeonato 1996 | 3     | Olímpico Patria | Stormers                | Independiente Petrolero | 1–1       |                         |                                       |
| 008 | 7 de abril de 1996       | Campeonato 1996 | 6     | Olímpico Patria | Independiente Petrolero | Stormers                | 1–1       |                         |                                       |
| 009 | 12 de mayo de 1996       | Campeonato 1996 | 10    | Olímpico Patria | Stormers                | Independiente Petrolero | 1–3       |                         |                                       |
| 010 | 1 de junio de 1996       | Campeonato 1996 | 13    | Olímpico Patria | Independiente Petrolero | Stormers                | 1–3       |                         |                                       |
| 011 | 11 de agosto de 1996     | Campeonato 1996 | 5     | Olímpico Patria | Stormers                | Independiente Petrolero | 2–2       |                         |                                       |
| 012 | 29 de septiembre de 1996 | Campeonato 1996 | 11    | Olímpico Patria | Independiente Petrolero | Stormers                | 0–0       |                         |                                       |

#### Historial en Primera División
| Victorias de Independiente Petrolero | 1  |
| Empates                              | 8  |
| Victorias de Stormers                | 3  |
| Total                                | 12 |

### Independiente - Universitario
| Competición      | P.J. | Ganó INP | P.E. | Ganó UNI | G.INP | G.UNI |
| ---------------- | ---- | -------- | ---- | -------- | ----- | ----- |
| Primera Division | 1    | 1        | 0    | 0        | 2     | 1     |
| Total            | 1    | 1        | 0    | 0        | 2     | 1     |

(*) Los clásicos jugados en la asociación Chuquisaqueña no se contabilizan en esta tabla, dado que no se tienen registros.
| #  | Torneo        | Jornada | Local                   | Resultado | Visitante               | Fecha                | Goles (L)                                     | Goles (V)                                 |
| -- | ------------- | ------- | ----------------------- | --------- | ----------------------- | -------------------- | --------------------------------------------- | ----------------------------------------- |
| 1. | Apertura 2022 | 6       | Universitario           | 1 - 2     | Independiente Petrolero | 13 de marzo de 2022  | Carlos Ardián (11)                            | Martín Chiatti (85), Robin Ramírez (90+4) |
| 2. | Apertura 2022 | 13      | Independiente Petrolero | 1 - 0     | Universitario           | 7 de mayo de 2022    | Leonel Buter (75)                             |                                           |
| 3. | Clausura 2022 | 5       | Independiente Petrolero | 2 - 0     | Universitario           | 24 de julio de 2022  | Juan Godoy (43), Enrique Díaz (67)            |                                           |
| 4. | Clausura 2022 | 20      | Universitario           | 2 - 1     | Independiente Petrolero | 6 de octubre de 2022 | Ramiro Maldonado (20), Ángel Prudencio (90+5) | Jonatan Cristaldo (54)                    |

## Tablas comparativas
| Estadísticas                                   | Independiente Petrolero | Stormers Sporting Club | Universitario |
| ---------------------------------------------- | ----------------------- | ---------------------- | ------------- |
| Temporadas en Primera División                 | 22                      | 12                     | 32            |
| Clasificación histórica en la Primera División | 12                      | 30                     | 11            |
| Goleadores en Primera División                 | 3                       | 0                      | 3             |
| Participaciones en Copa Libertadores           | 1                       | 0                      | 3             |
| Participaciones en Copa Sudamericana           | 0                       | 0                      | 4             |
| Participaciones en Copa Conmebol               | 1                       | 0                      | 0             |
| Títulos Nacionales oficiales                   | 1                       | 0                      | 2             |
| Subtítulos Nacionales oficiales                | 0                       | 0                      | 1             |